# سونات پیانو شماره ۹ (بتهوون)

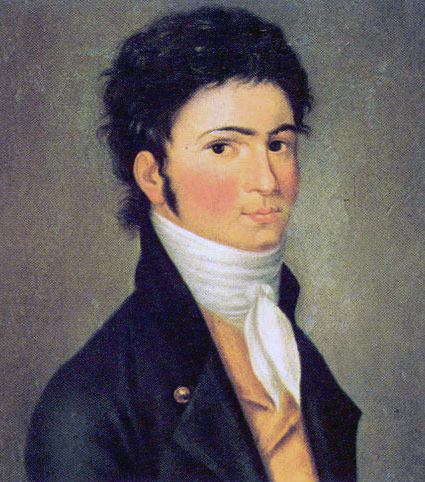
بتهوون در سال ۱۸۰۱، اثر کارل تراوگت ریدل (Carl Traugott Riedel)

سونات پیانو شماره ۹ در می ماژور، اپوس ۱۴ شماره ۱، از آثار دوره اولیه لودویگ فان بتهوون هست. او این اثر را به یکی از حامیانش در آن زمان، بارونس جوزفا فون براون (Baroness Josefa von Braun)، تقدیم کرده بود. این سونات در سال ۱۷۹۸ ساخته و در سال ۱۸۰۱ توسط بتهوون برای کوارتت زهی تنظیم شد.

## موومان‌ها
1. آلگرو در می ماژور
2. آلگرتو در می مینور به همراه تریو در دو ماژور (که در کودا بازمی‌گردد)
3. روندو – آلگرو کومودو (comodo) در می ماژور

## بازخورد
در نظر چارلز روزن، پیانیست و موسیقی‌شناس، هر دو سونات اپوس ۱۴، «به طرز قابل‌توجهی ساده‌تر از سونات‌های پیشین خود» هستند. روزن آن‌ها را «دارای مشکلات فنی کم» و «مخصوص اجرا در خانه» می‌داند. در مقابل، آندراش شیف، پیانیست، با این نظر مخالف هست و این دو سونات را «به شدت سخت هم در اجرا و هم در تفسیر» توصیف می‌کند.